# Xã Liberty, Quận Henry, Indiana
Xã Liberty (tiếng Anh: Liberty Township) là một xã thuộc quận Henry, tiểu bang Indiana, Hoa Kỳ. Năm 2010, dân số của xã này là 1.455 người.